# Masoquismo sexual
El masoquismo sexual es una parafilia consistente en una manifestación de la sexualidad en la que una persona obtiene placer o satisfacción sexual al experimentar dolor, humillación o sufrimiento.  Las actividades sexuales masoquistas pueden efectuarse a solas (mediante el onanismo) o en compañía de un partenaire sexual.

## Definición
El masoquismo sexual puede ser definido como una manifestación de la sexualidad en la cual una persona obtiene placer o satisfacción sexual al experimentar dolor, humillación o sufrimiento. Está catalogado como una parafilia. Las actividades sexuales masoquistas pueden efectuarse a solas (mediante el onanismo) o en compañía de un partenaire sexual
El manual diagnóstico y estadístico de los trastornos mentales, DSM V cataloga el masoquismo como una parafilia con el código F65.5 [302.83].
La característica esencial del masoquismo sexual consiste en el acto real, no simulado ni fantaseado, de ser golpeado, lastimado, quemado, vendado, atado, humillado o de querer recibir cualquier otro tipo de sufrimiento físico y emocional para poder excitarse y disfrutar de actividades sexuales.
Entre los actos sexuales que realiza la persona masoquista están la sumisión física (estar atado), la sumisión sensorial (estar vendado), el recibir golpes, palizas, palos, latigazos, cortaduras, descargas eléctricas, cortes, pinchazos, laceraciones y perforaciones. También disfrutan sexualmente con ser orinados o defecados, ser forzados a arrastrarse y a comportarse y ladrar como un perro o ser insultados y agredidos físicamente de cualquier forma. La obligación de vestirse con ropas del otro sexo (travestismo)  puede aparecer como forma de humillación. El individuo puede tener el deseo de ser tratado como un niño pequeño y ser vestido con pañales («infantilismo»). El trastorno es de curso crónico y el individuo tiende a repetir una y otra vez el mismo acto masoquista. 

### Diagnóstico psiquiátrico
El masoquismo sexual apareció mencionado en el DSM-II, en donde la presencia de solo uno de los criterios era suficiente para el diagnóstico. En la posterior revisión, el DSM-III-R  hizo que fueran necesarios dos criterios para hacer diagnóstico. Cualquier individuo que participara en actividades masoquistas era considerado con un trastorno mental.  En el DSM-IV, el criterio B se modificó y en el DSM-V  se definió como Trastorno de masoquismo sexual. Allí, ambos criterios, A y B, deben estar presentes. Un individuo con estos comportamientos pero que no  representen un obstáculo para su vida emocional puede ser caracterizado como masoquista sexual parafílico pero no diagnosticado con un trastorno de masoquismo sexual.
Los criterios diagnósticos para el trastorno de masoquismo sexual según el  DSM son:
- A. Durante un período de al menos seis meses, fantasías sexuales recurrentes y altamente excitantes, impulsos sexuales o comportamientos que implican el hecho (real, no simulado) de ser humillado, pegado, atado o cualquier otra forma de sufrimiento.

- B. Las fantasías, los impulsos sexuales o los comportamientos provocan malestar clínicamente significativo o deterioro social, laboral o de otras áreas importantes de la actividad del individuo.

El estímulo puede ser altamente específico. Si el individuo masoquista no está en pareja con alguien que acepte realizar sus fantasías, puede acudir a servicios de prostitutas o escoger un trabajo que les permita estar en contacto con el estímulo deseado.  En la mayoría de los casos, su comportamiento no les ocasiona ningún tipo de malestar y el único problema es el conflicto social, por lo que no consultan ni sienten malestar clínico. No consultan a menos que su comportamiento les ocasione problemas con su pareja sexual o con la sociedad. Suelen aparecer distintas disfunciones sexuales porque les es difícil desarrollar una actividad sexual recíproca y afectiva. Las relaciones sociales y sexuales se ven afectadas si la pareja se niega a participar en sus preferencias sexuales o porque los demás no aceptan sus gustos eróticos o rechazan su comportamiento sexual y lo encuentran vergonzoso o repugnante. Estos individuos suelen tener alteraciones de la personalidad que pueden llegar a ser diagnosticadas  como trastorno de personalidad.

## Autores
El término masoquismo proviene del autor Leopold von Sacher-Masoch, que en su obra describió situaciones de sumisión y dolor sexual que le producían placer.
Para Richard von Krafft-Ebing, uno de los primeros psiquiatras en estudiar el masoquismo sexual en su obra Psychopathia Sexualis, de 1886, el masoquismo es una perversión sexual en la que el individuo experimenta placer sexual al ser humillado y maltratado por otros.
Para Sigmund Freud, el masoquismo sexual está vinculado a experiencias tempranas de vida, conflictos internos y dinámicas psicológicas inconscientes. Freud creía que en el masoquismo hay una inversión de la agresión o el sadismo y que la agresión que normalmente estaría dirigida hacia otros se redirige hacia uno mismo. Lo definía como masoquismo erógeno cuando el dolor físico y el sufrimiento o la humillación se asocian directamente con la excitación sexual.
Theodor Reik, en su libro Masochism in Modern Man, exploró la dimensión psicológica y cultural del masoquismo, distinguiendo entre el masoquismo sexual y lo que llamó masoquismo moral, una tendencia a buscar sufrimiento o humillación más allá del contexto sexual.
Para el filósofo Gilles Deleuze, el masoquismo sexual no debe ser entendido como una búsqueda de dolor, sino como una dinámica compleja donde el deseo de sumisión y el contrato de dolor son fundamentales, en contraposición con el sadismo, que busca el control y la dominación. Su libro Presentación de Sacher-Masoch analizó el masoquismo desde una perspectiva literaria y filosófica.
Para Robert Stoller, el masoquismo sexual es una forma de perversión en la que el odio se convierte en erotismo y una manera de reenactuar traumas pasados en un contexto controlado para obtener placer erótico. Stoller escribió "Perversion: The Erotic Form of Hatred".
Jessica Benjamin escribió The Bonds of Love: Psychoanalysis, Feminism, and the Problem of Domination, donde explora las dinámicas de poder y dominación en las relaciones, incluyendo las prácticas masoquistas sexuales y propone que estas dinámicas pueden ser una forma de lidiar con tensiones internas relacionadas con la autonomía y la sumisión.
Rosemary Gordon, en su artículo Masochism: the shadow side of the archetypal need to venerate and worship, postula una necesidad arquetípica de venerar y adorar que puede estar oculta en la sombra y distorsionada en prácticas como el masoquismo sexual. Su artículo también ofrece varias vías de exploración para estudios posteriores en conexión con el fenómeno del masoquismo, incluyendo la perversión sexual parafílica del masoquismo sexual.

## Riesgos de esta práctica
El masoquismo sexual con conductas incontrolables y recurrentes reviste significación clínica psiquiátrica y es potencialmente lesivo. La psicoterapia y el psicoanálisis pueden ayudar a poder disminuir los riesgos y conductas.
Algunas prácticas masoquistas son extremadamente peligrosas porque incluso pueden llevar a la muerte. Por ejemplo, la «hipoxifilia» o asfixia erótica, que implica excitarse mediante la privación de oxígeno, que se puede dar mediante compresión torácica, nudos, ligaduras, bolsas de plástico, máscaras o productos químicos que pueden desmayar a la persona.
Según estadísticas de Australia,  Canadá, Estados Unidos e Inglaterra,  estas prácticas producen 1-2 muertes por millón de habitantes por año.